# Ángela Cross
Ángela Cross es un personaje ficticio que pertenece a la saga de videojuegos Ratchet & Clank, de Insomniac Games. Apareció en Ratchet & Clank 2: Totalmente a tope de PlayStation 2 (2003), primero como un ladrón enmascarado durante, más o menos, la primera mitad del juego. Posteriormente se revela su auténtica identidad. Como el ladrón enmascarado, era propensa a ser bastante torpe, dándose tortazos, golpes y caídas bastante absurdas.
Al igual que Ratchet, Ángela es también de la raza lómbax, aunque de sexo femenino. Al principio se dudaba si Ángela era también una lombax porque no tenía cola (en Ratchet & Clank: Armados hasta los dientes de PlayStation 3, se menciona que las características más llamativas de la raza lombax son sus orejas y su cola), pero en el último juego de la saga, Ratchet & Clank: Atrapados en el tiempo, en un boletín informativo de la radio de la nave de Ratchet, se habla de Ángela y se menciona que los lombax de sexo femenino no poseen cola.

## Vida personal
Ángela trabajaba en la corporación Megacorp en la Galaxia Bogon, concretamente en el departamento de genética. Fue una de las responsables de la creación de la Protomascota. Fue despedida de la empresa y del proyecto poco después de que Megacorp liberase a las Protomascotas al mercado, antes de que fuesen corregidos sus defectos.